# Parma
Parma er en italiensk by i regionen Emilia-Romagna med 196.764(2023)indbyggere. Byen er hovedbyen i provinsen af samme navn. Byen er berømt for sin arkitektur og landskabet omkring den, samt parmaskinke. 
Parma er delt i to af en mindre flod med det samme navn. Den gav desuden navn til Hertugdømmet Parma som eksisterede indtil Italiens samling.